# Классный мюзикл: Концерт
Классный мюзикл: Концерт — концертный тур по 40 городам (2006—2007), основанный на популярном хите Классный мюзикл кинокомпании Disney по спонсорству AEG Live и представленный Buena Vista. Концерт гастролировал по городам в США, Канаде и Латинской Америке.
 Классный мюзикл: Концерт  расширенная франчиза Disney Channel, который прежде выпустил трижды платиновый саундтрек и планировал сиквел. (Disney уже получил успех с другим концертом, основанным на ТВ мюзикле Чита Гёрлз, который посетил 88 городов.)
Концерт, на котором были песни из фильма, также присутствовали члены актёрского состава Корбин Блю, Эшли Тисдейл, Лукас Грейбил, Моник Коулман и Ванесса Хадженс. Зак Эфрон не присоединился к актёрскому составу, потому что он должен был работать в фильме  Лак для волос. Вместо этого, Дрю Сили, который был со-автором «Get'cha Head in the Game» пел вместо Троя в Классном мюзикле и саундтреке, присоединился к туру. Джордан Прюитт выступила на открытии шоу.

## Интересные факты о концерте
- Концерт в основном длился 2,5 часа (150 минут).
- Концерт на CD/DVD начинается с выступления в Хьюстоне, Техас 18 декабря 2006 в центре Toyota. 1 мая 2007 он был выпущен и на CD, и на DVD одновременно.
- Кенни Ортега, режиссёр фильма и хореограф, стал продюсером шоу, креативным режиссёром и директором. В последнюю ночь концерта, которую можно посмотреть на YouTube, актёрский состав представил его прежде того, как спел последний припев «We’re All in This Together».
- Версия вживую «Start of Something New», записанная на хьюстонском концерте, появилась на CD Radio Disney Jams Vol. 9.
- В Мексике релиз пришёлся на 30 апреля 2007[1]. В США релиз состоялся 1 мая 2007.
- В концерте на DVD участвовала Джордан Прюитт[2].
- Актёры гастролировали в 4 странах Южной Америки: Аргентина, Чили, Бразилия и Венесуэла.
- На концерте в Сан-Паулу, Бразилия выпустили в эфир песни Эшли Тисдейл «Headstrong» и «We’ll Be Together»; а также песни Ванессы Хадженс «Say OK» и Let’s Dance. В Сан-Паулу Классный мюзикл собрал больше 75 000 человек на концерте.

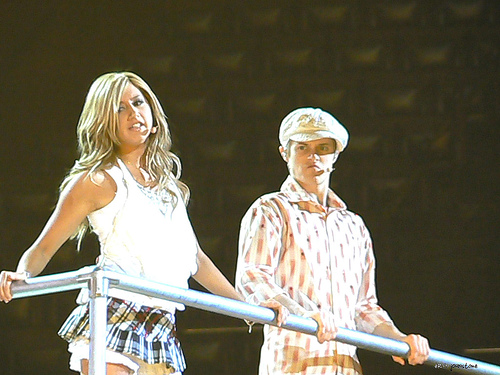
Эшли Тисдейл и Лукас Грейбил исполняют «Stick To The Status Quo» в Чили

- Ванесса Хадженс простыла во время тура, что отразилось на её голосе и фальшивила в некоторых частях концертного альбома и DVD.
- 26 мая 2007, Disney Channel Latin America показал концерт, сделанный Буэнос-Айресе в Аргентине. На этом выступлении не вышла ни одна из песен Эшли Тисдейл, а Ванессы Хадженс спела только «Come Back To Me».
- 9 июня 2007, чилийский Canal 13 показал концертное исполнение в Сантьяго, Чили, выпустив все сольные исполнения.
- 10 июня 2007 концерт был снят в Мехико, Мексика и вышел в эфир на Disney Channel Latin America.
- У каждого певца было по 2 микрофона во время исполнения: наушник с прокладкой телесного цвета на кончике и ручной микрофон.
- Режиссёром «Dance with Me» (из ЧитаГерлз 2, также стал Кенни Ортега с хореографией Ортеги и Чарльза Клэпоу), включая длительное гитарное соло, которое позволило Моник Коулман включиться в танго с обоими парнями из подтанцовки Джаредом Мурилло и Сили. Мурилло также стали хореографами «Dance with Me».
- Пока CD и DVD были записаны на одном и том же шоу, два различных формата фигурируют, мягко говоря, в различных выпусках, к примеру, когда Лукас благодарит состав актёров и толпу в конце «We’re All in This Together», он говорит: «Хьюстон, вы просто класс!», и благодарит группу на CD версии, пока DVD версия перепрыгивает сразу на благодарность актёрам и танцорам. Он благодарит Джордану Прюитт в реальной жизни, но и на CD, и на DVD, и на Extreme All-Access Pass DVD, он этого не делает.
- Эрин Лэро создала костюмы для концертного тура.
- На CD и DVD был использован живой звук, но не на полном концерте DVD, раздел был заполнен звуком из CD.
- Ванесса Хадженс не использовала фонограмму, а вот Эшли Тисдейл использовала в нескольких песнях.

## Список репертуара
| #  | Песня                                            | Певец (ца)                                                                               |
| -- | ------------------------------------------------ | ---------------------------------------------------------------------------------------- |
| 1  | «Jump to the Rhythm»                             | Джордан Прюитт                                                                           |
| 2  | «Teenager»                                       | Джордан Прюитт                                                                           |
| 3  | «Outside Looking In»                             | Джордан Прюитт                                                                           |
| 4  | «Miss Popularity»                                | Джордан Прюитт                                                                           |
| 5  | «We Are Family»                                  | Джордан Прюитт                                                                           |
|    | 15 минутная пауза                                |                                                                                          |
| 6  | «Start of Something New»                         | Дрю Сили Ванесса Хадженс Эшли Тисдейл Лукас Грейбил Корбин Блю Моник Коулман             |
| 7  | «Stick to the Status Quo»                        | Дрю Сили Ванесса Хадженс Эшли Тисдейл Лукас Грейбил Корбин Блю Моник Коулман Подтанцовка |
| 8  | «I Can’t Take My Eyes Off You»                   | Дрю Сили Ванесса Хадженс Эшли Тисдейл Лукас Грейбил                                      |
| 9  | «When There Was Me and You»                      | Ванесса Хадженс                                                                          |
| 10 | «Headstrong»                                     | Эшли Тисдейл                                                                             |
| 11 | «We’ll Be Together»                              | Эшли Тисдейл                                                                             |
| 12 | «He Said She Said»                               | Эшли Тисдейл                                                                             |
| 13 | «Get’cha Head in the Game»                       | Дрю Сили Корбин Блю Подтанцовка                                                          |
| 14 | «Dance With Me»                                  | Дрю Сили Моник Коулман                                                                   |
| 15 | «Push it to the Limit»                           | Корбин Блю                                                                               |
| 16 | «Marchin'»                                       | Корбин Блю                                                                               |
| 17 | « What I’ve Been Looking For (медленная версия)» | Дрю Сили Ванесса Хадженс                                                                 |
| 18 | «What I’ve Been Looking For»                     | Эшли Тисдейл Лукас Грейбил                                                               |
| 19 | «Let’s Dance»                                    | Ванесса Хадженс                                                                          |
| 20 | «Say OK»                                         | Ванесса Хадженс                                                                          |
| 21 | «Come Back to Me»                                | Ванесса Хадженс                                                                          |
| 22 | «Bop to the Top»                                 | Эшли Тисдейл Лукас Грейбил                                                               |
| 23 | «Breaking Free»                                  | Дрю Сили Ванесса Хадженс                                                                 |
| 24 | «We’re All in This Together»                     | Дрю Сили Ванесса Хадженс Эшли Тисдейл Лукас Грейбил Корбин Блю Моник Коулман Подтанцовка |

## Релиз
CD (CD / DVD, выпущенный 1 мая 2007)
- Диск 1 [CD]

1. Start of Something New — Дрю и Ванесса ft. Эшли, Лукас, Корбин и Моник
2. Stick to the Status Quo — Эшли, Лукас и актёрский состав
3. I Can’t Take My Eyes Off Of You — Дрю, Эшли и Лукас ft Корбин и Моник
4. When There Was Me And You — Ванесса
5. Get’cha Head In The Game — Дрю, Корбин, и Танцоры
6. What I’ve Been Looking For (Reprise) — Дрю & Ванесса
7. What I’ve Been Looking For — Эшли и Лукас
8. Bop To The Top — Эшли и Лукас
9. Breaking Free — Дрю и Ванесса
10. We’re All in This Together — Дрю, Ванесса, Эшли, Лукас и актёрский состав

| №   | Название               | Записывающий Артист(ы) | Длительность |
| --- | ---------------------- | ---------------------- | ------------ |
| 11. | «Push It To The Limit» | Корбин Блю             | 3:29         |
| 12. | «Say OK»               | Ванесса Хадженс        | 3:32         |
| 13. | «Dance With Me»        | Дрю Сили               | 3:58         |
| 14. | «We'll Be Together»    | Эшли Тисдейл           | 3:46         |

- Диск 2 [DVD]

1. Пять хитов «Классного мюзикла» (Start of Something New, Get’cha Head In The Game, Bop To The Top, Breaking Free, We’re All in This Together)
2. Эксклюзивные интервью актёров (Основные моменты концерта на DVD)
3. предварительный просмотр «Классного мюзикла» : За кулисами концерта

DVD (DVD, выпущенный 26 июня 2007)
1. The Start of Something New -Шесть главных звезд
2. Stick to the Status Quo- Актёрский состав
3. I Can’t Take My Eyes Off of You — Шесть главных звезд
4. When There Was Me and You — Ванесса Хадженс
5. We’ll Be Together — Эшли Тисдейл
6. Get’cha Head in the Game -Дрю Сили и Корбин Блю с подтанцовкой
7. Push it to the Limit — Корбин Блю
8. Marchin — Корбин Блю
9. What I’ve Been Looking For (Реприза) — Ванесса Хадженс и Дрю Сили
10. What I’ve Been Looking For — Эшли Тисдейл и Лукас Грейбил
11. Say OK — Ванесса Хадженс
12. Bop to the Top — Эшли Тисдейл и Лукас Грейбил
13. Breakin' Free — Ванесса Хадженс и Дрю Сили
14. We’re All in This Together — Актёрский состав

Бонус треки
1. Выступление Джордан Прюитт на открытии шоу(«Jump to the Rhythm», «Teenager», «Outside Looking In», «Miss Popularity»)
2. «Классный мюзикл»: В дороге
3. U Direct (Start of Something New, Get’cha Head In The Game, Bop To The Top, Breaking Free, We’re All in This Together)
4. «Классный мюзикл: Каникулы»

## Даты тура
| Северная Америка  |                               |           |                                   |
| 29 ноября 2006    | Сан-Диего (Калифорния)        | США       | Спортивная арена                  |
| 1 декабря 2006    | Сан-Хосе (Калифорния)         | США       | HP Pavilion                       |
| 3 декабря 2006    | Глендейл (Аризона)            | США       | Арена Jobing.com                  |
| 5 декабря 2006    | Сакраменто (Калифорния)       | США       | Арена АРКО                        |
| 6 декабря 2006    | Стоктон (Калифорния)          | США       | Арена Стоктон                     |
| 8 декабря 2006    | Бейкерсфилд (Калифорния)      | США       | Арена Рабобанк                    |
| 10 декабря 2006   | Портленд (Орегон)             | США       | Арена Роуз Гарден                 |
| 11 декабря 2006   | Сиэтл (Вашингтон)             | США       | Арена Ки                          |
| 16 декабря 2006   | Боссье-Сити (Луизиана)        | США       | Арена Сенчури Тел                 |
| 17 декабря 2006   | Даллас (Техас)                | США       | Центр Американских Авиалиний      |
| 18 декабря 2006   | Хьюстон (Техас)               | США       | Центр Toyota                      |
| 20 декабря 2006   | Тампа (Флорида)               | США       | Форум St. Pete Times              |
| 21 декабря 2006   | Орландо (Флорида)             | США       | Центр TD Waterhouse               |
| 22 декабря 2006   | Колумбия (Южная Каролина)     | США       | Колониальный центр                |
| 23 декабря 2006   | Шарлотт (Северная Каролина)   | США       | Арена Charlotte Bobcats           |
| 27 декабря 2006   | Гринсборо (Северная Каролина) | США       | Колизей Гринсборо                 |
| 28 декабря 2006   | Вашингтон (округ Колумбия)    | США       | Веризонский центр                 |
| 29 декабря 2006   | Юниондейл (Нью-Йорк)          | США       | Колизей Нассау                    |
| 30 декабря 2006   | Манчестер (Нью-Гэмпшир)       | США       | Веризонская Радио Арена           |
| 31 декабря 2006   | Юниондейл                     | США       | Nassau Veterans Memorial Coliseum |
| 2 января 2007     | Торонто                       | Канада    | Центр Air Canada                  |
| 3 января 2007     | Рочестер (Нью-Йорк)           | США       | Арена Blue Cross                  |
| 4 января 2007     | Хартфорд (Коннектикут)        | США       | Хартвордский Гражданский Центр    |
| 6, января 2007    | Питтсбург (Пенсильвания)      | США       | Арена Меллон                      |
| 7 января 2007     | Олбани (Нью-Йорк)             | США       | Арена Pepsi                       |
| 8 января 2007     | Ист-Ратерфорд (Нью-Джерси)    | США       | Континентальная Арена Авиалиний   |
| 10 января 2007    | Вустер (Массачусетс)          | США       | Центр DCU                         |
| 11 января 2007    | Филадельфия (Пенсильвания)    | США       | Арена Wachovia Spectrum           |
| 12 января 2007    | Шарлотсвилл (Виргиния)        | США       | Арена Джона Пола Джонса           |
| 13 января 2007    | Цинциннати (Огайо)            | США       | Арена U.S. Bank                   |
| 14 января 2007    | Кливленд (Огайо)              | США       | Центр Вольштейн                   |
| 16 января 2007    | Оберн-Хиллс (Мичиган)         | США       | Дворец Оберн-Хиллса               |
| 17 января 2007    | Индианаполис (Индиана)        | США       | Conseco Fieldhouse                |
| 18 января 2007    | Колумбус (Огайо)              | США       | Центр Шоттенштейн                 |
| 19 января 2007    | Чикаго (Иллинойс)             | США       | Арена Олстейт                     |
| 21 января 2007    | Милуоки (Висконсин)           | США       | Центр Брэдли                      |
| 22 января 2007    | Сент-Луис (Миссури)           | США       | Центр Скоттрейд                   |
| 23 января 2007    | Канзас-Сити (Миссури)         | США       | Арена Кемпер                      |
| 26 января 2007    | Анахайм (Калифорния)          | США       | Центр Honda                       |
| 27 января 2007    | Фресно (Калифорния)           | США       | Арена Селланд                     |
| 28 января 2007    | Лас-Вегас (Невада)            | США       | Центр Томас и Мак                 |
| 29 января 2007    | Лос-Анджелес (Калифорния)     | США       | Центр Стейплз                     |
| Латинская Америка |                               |           |                                   |
| Дата              | Город                         | Страна    | Место проведения                  |
| 15 мая 2007       | Буэнос-Айрес                  | Аргентина | Стадион Ривер Плейт               |
| 16 мая 2007       | Буэнос-Айрес                  | Аргентина | Стадион Ривер Плейт               |
| 18 мая 2007       | Сантьяго                      | Чили      | Estadio Nacional de Chile         |
| 20 мая 2007       | Сан-Паулу                     | Бразилия  | Стадион Морумби                   |
| 22 мая 2007       | Каракас                       | Венесуэла | Estadio Universitario             |
| 24 мая 2007       | Монтеррей                     | Мексика   | Арена Coca-Cola                   |
| 27 мая 2007       | Мехико                        | Мексика   | Форо Сол                          |
| 30 мая 2007       | Гвадалахара                   | Мексика   | Арена VFG                         |